# Berlin Ladies Open 2025
Il Berlin Ladies Open 2025 è stato un torneo femminile di tennis giocato sull'erba. È stata la 98ª edizione del torneo (nonché la 5ª edizione che si gioca sull'erba) che fa parte della categoria WTA 500 nell'ambito del WTA Tour 2025. Si è giocato presso il Rot-Weiss Tennis Club di Berlino in Germania dal 16 al 22 giugno 2025.

## Partecipanti singolare

### Teste di serie
| Nazionalità | Giocatore       | Ranking* | Testa di serie |
| ----------- | --------------- | -------- | -------------- |
|             | Aryna Sabalenka | 1        | 1              |
| Stati Uniti | Coco Gauff      | 2        | 2              |
| Stati Uniti | Jessica Pegula  | 3        | 3              |
| Italia      | Jasmine Paolini | 4        | 4              |
| Cina        | Zheng Qinwen    | 5        | 5              |
|             | Mirra Andreeva  | 6        | 6              |
| Stati Uniti | Madison Keys    | 8        | 7              |
| Spagna      | Paula Badosa    | 9        | 8              |

* Ranking al 9 giugno 2025.

### Altre partecipanti
Le seguenti giocatrici hanno ricevuto una wild card per il tabellone principale:
- Bianca Andreescu
- Eva Lys
- Naomi Ōsaka

La seguente giocatrice è entrata in tabellone con il ranking protetto:
- Markéta Vondroušová

Le seguenti giocatrici sono entrate nel tabellone principale passando dalle qualificazioni:

- Caroline Dolehide
- Sofia Kenin
- Rebeka Masarova
- Kateřina Siniaková
- Viktorija Tomova
- Wang Xinyu

Le seguenti giocatrici sono entrate in tabellone come lucky loser:
- Ons Jabeur
- Ashlyn Krueger

### Ritiri
Prima del torneo
- Belinda Bencic → sostituita da  Magdalena Fręch
- Karolína Muchová → sostituita da  Marta Kostjuk
- Emma Raducanu → sostituita da  Ons Jabeur
- Elina Svitolina → sostituita da  Ljudmila Samsonova
- Zheng Qinwen → sostituita da  Ashlyn Krueger

## Partecipanti doppio

### Teste di serie
| Nazionalità | Giocatore        | Nazionalità   | Giocatore       | Ranking* | Teste di serie |
| ----------- | ---------------- | ------------- | --------------- | -------- | -------------- |
| Italia      | Sara Errani      | Italia        | Jasmine Paolini | 12       | 1              |
| Ucraina     | Ljudmyla Kičenok | Nuova Zelanda | Erin Routliffe  | 16       | 2              |
|             | Mirra Andreeva   |               | Diana Šnajder   | 24       | 3              |
| Stati Uniti | Asia Muhammad    | Paesi Bassi   | Demi Schuurs    | 32       | 4              |

* Ranking al 10 giugno 2024.

### Altre partecipanti
Le seguenti coppie di giocatrici hanno ricevuto una wild card per il tabellone principale:
- Paula Badosa /  Ons Jabeur
- Marta Kostjuk /  Eva Lys

## Campionesse

### Singolare
Markéta Vondroušová ha sconfitto in finale  Wang Xinyu con il punteggio di 7-6(10), 4-6, 6-2.

### Doppio
Tereza Mihalíková /  Olivia Nicholls hanno sconfitto in finale  Sara Errani /  Jasmine Paolini con il punteggio di 4-6, 6-2, [10-6].